# Nyssodrysternum cingillum
Nyssodrysternum cingillum es una especie de escarabajo longicornio del género Nyssodrysternum, tribu Acanthocinini, subfamilia Lamiinae. Fue descrita científicamente por Monné en 2009.

## Descripción
Mide 8-14 milímetros de longitud.

## Distribución
Se distribuye por Bolivia y Guayana Francesa.